# Johannes Wilhjelm
Johannes Martin Fasting Wilhjelm (Nakskov, 7 gennaio 1868 – Copenaghen, 22 dicembre 1938) è stato un pittore danese.

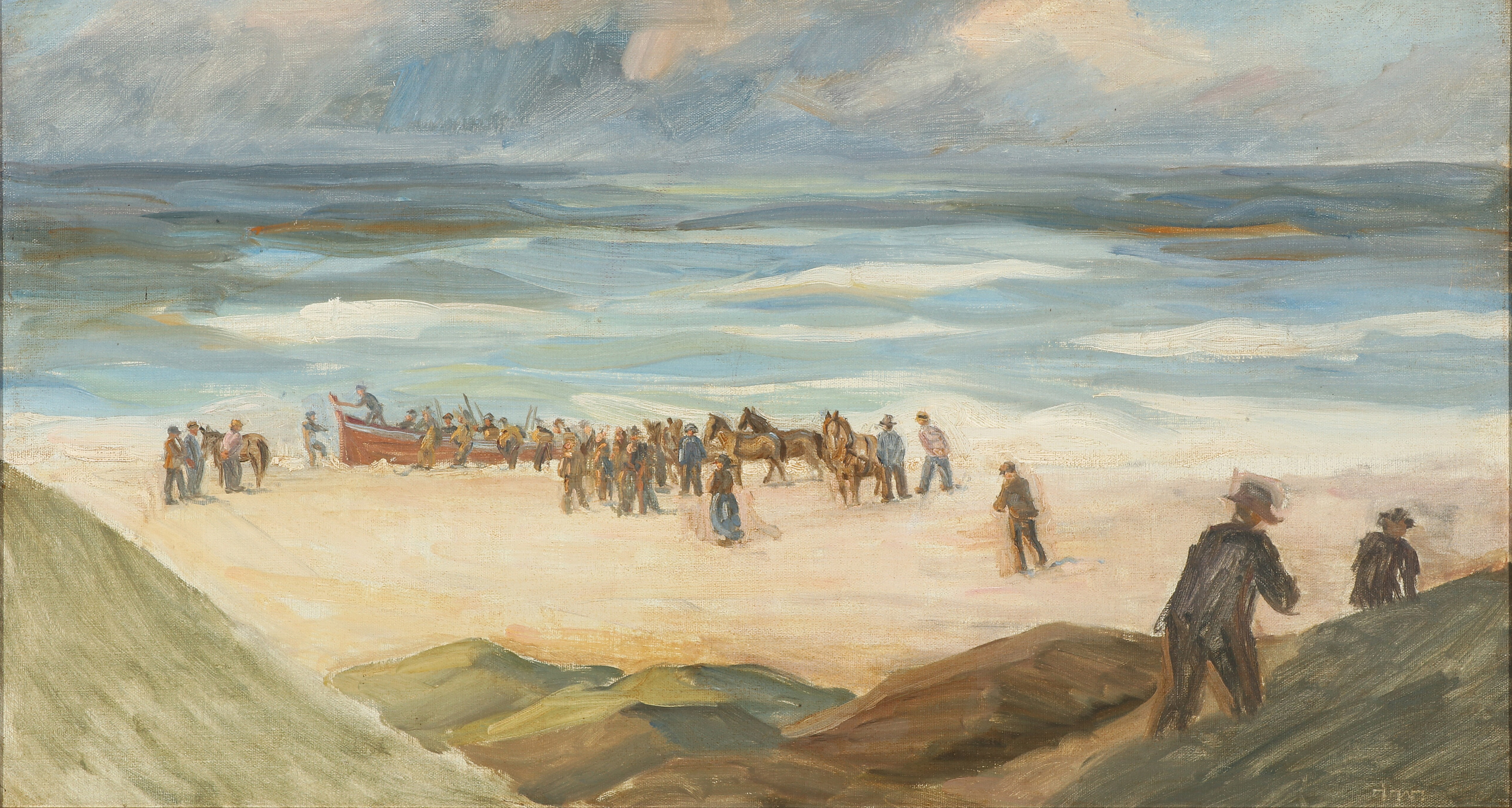
Strandparti med redningsbåden der går ud

Fortemente influenzato da Kristian Zahrtmann, dipinse principalmente paesaggi, prevalentemente durante i suoi viaggi in Italia. Tra le sue opere 
vi furono anche dipinti e ritratti religiosi. Venne a contatto frequentemente con i cosiddetti pittori di Skagen e con la parte settentrionale della Danimarca dove dipinse scene di dune e spiagge.
Wilhjelm ricevette due volte la medaglia Eckersberg nel 1910 e nel 1911.